# سپر بالتیک

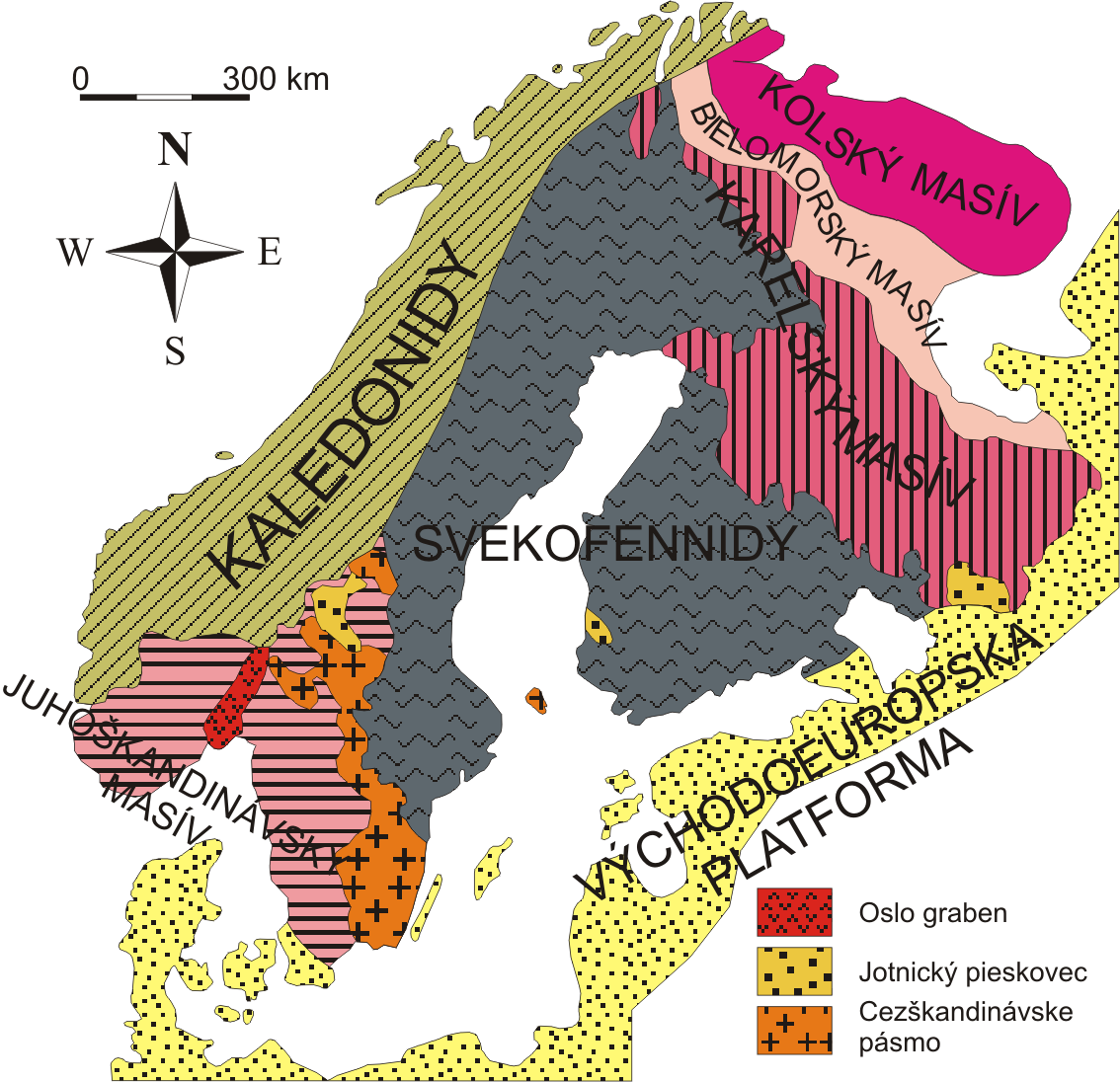
تقسیمات زمین‌شناختی سپر بالتیک

سپر بالتیک (انگلیسی: Baltic Shield) که گاهی با نام سپر فنواسکاندیناوی نیز خوانده می‌شود، در فنواسکاندیا (نروژ، سوئد، فنلاند، شمال غرب روسیه) و در زیر دریای بالتیک قرار دارد. سپر بالتیک به عنوان بخش آشکار شمال غرب پرکامبرین از پوسته پایدار شرق اروپا محسوب می‌شود. بخش عمده سپر بالتیک از سنگ‌های گنیس نخست‌زیستی و پیشین‌زیستی و سنگ سبزهایی که بر اثر فعالیت‌های زمین‌ساخت صفحه‌ای تغییر شکل یافته‌اند تشکیل شده است. سپر بالتیک قدیمی‌ترین سنگ‌های قاره اروپا را در خود دارد و ضخامت آن حدود ۲۰۰ تا ۳۰۰ کیلومتر است. در دوره پلیستوسن یخچال‌های بزرگ قاره‌ای باعث فشردگی سطح سپر بالتیک شده و لایه نازکی از رسوبات یخچالی و دریاچه‌های فراوانی را از خود به جا گذاشتند. امروزه سپر بالتیک بر اثر ذوب یخچال‌های طبیعی در دوره کواترنری در حال حرکت جابه‌جایی است.